# Chicá
Chicá è un comune (corregimiento) della Repubblica di Panama situato nel distretto di Chame, provincia di Panama. Si estende su una superficie di 19,2 km² e conta una popolazione di 713 abitanti (censimento 2010).